# Nijmeegse trolleybus

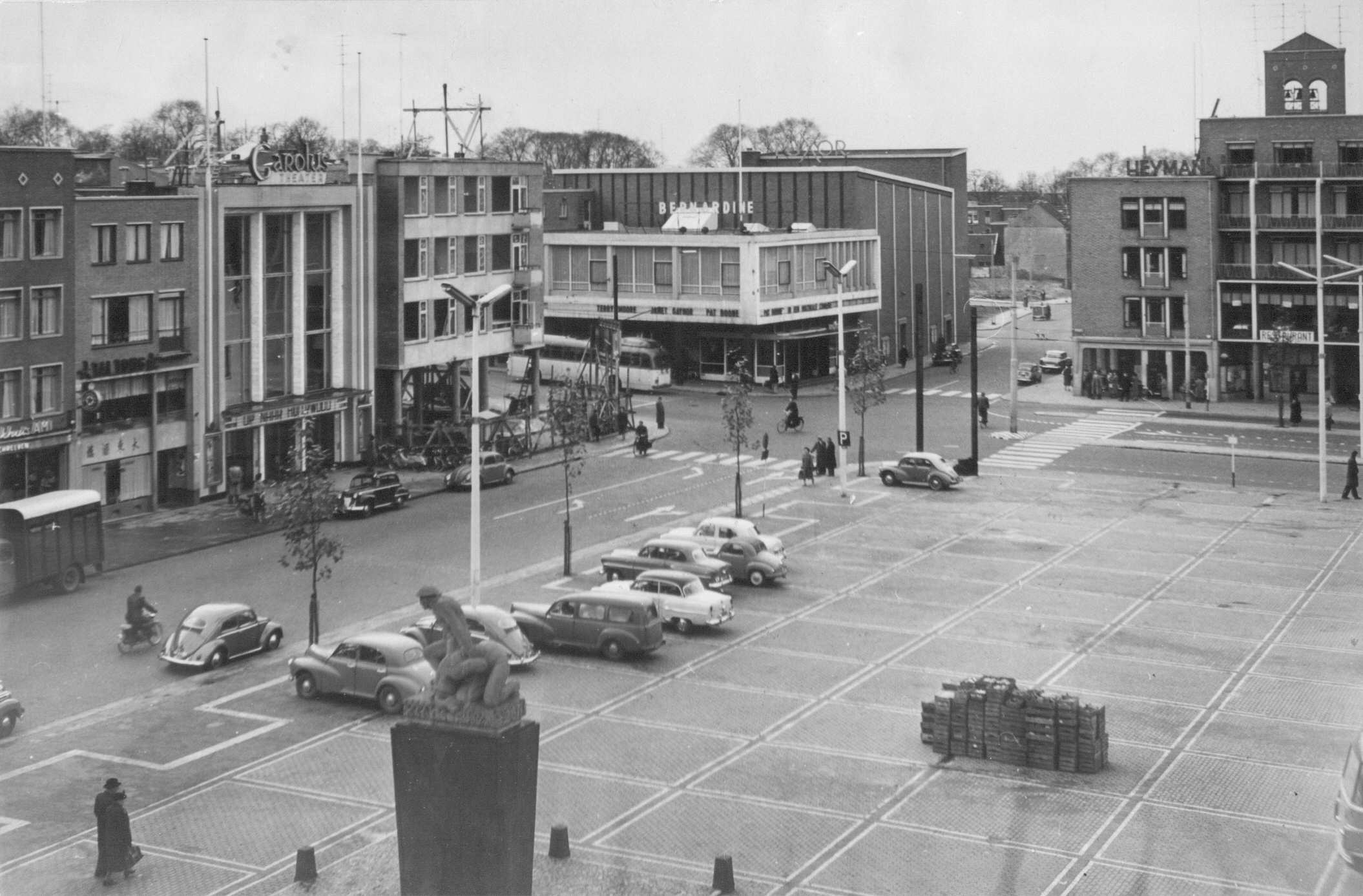
Een trolleybus rijdt vanaf Plein 1944 de Bloemerstraat in; foto genomen omstreeks 1960

De Nijmeegse trolleybus reed van 9 juli 1952 tot 29 maart 1969. 

## Achtergrond
De trolleybussen werden tot 1956 geëxploiteerd door de Gemeentetram Nijmegen (GTN) en daarna door de Centrale Vervoersdienst (CVD). Dit bedrijf is in 1997 verzelfstandigd, heet sindsdien Novio en is sinds 2007 een dochterbedrijf van Connexxion.
De eerste trolleybus ging rijden op woensdag 9 juli 1952. Tramlijn 1 werd opgeheven en vervangen door deze trolleybuslijn 1 die van de Oude Molenweg naar Julianaoord reed. Deze lijn was ongeveer 9 kilometer lang. Vanaf de Oude Molenweg werd 8 keer per uur gereden richting station: viermaal per uur naar Julianaoord en viermaal per uur niet verder dan Hengstdal. Voor de exploitatie waren 14 trolleybussen nodig. Omdat de tram in Nijmegen gebruikmaakte van een uitzonderlijke spanning van 800 volt (gelijkspanning), gebruikte men ook 800 volt voor de trolleybus. In november 1955 werd de laatste Nijmeegse tramlijn opgeheven.
Op 31 december 1957 werd een tweede trolleylijn (lijn 4) geopend tussen De Goffert en Mariënboom. Voor de exploitatie waren zes extra trolleybussen nodig.

## Wagenpark
Alle Nijmeegse trolleybussen werden gebouwd op een chassis van British United Traction (BUT) met een carrosserie van het Nederlandse bedrijf Verheul. De elektrische installatie was van English Electric Company (EEC). De oorspronkelijke nummering van de eerste 14 wagens was 41-54, maar na enkele jaren zijn de trolleybussen vernummerd in de 500-serie (500-513, later 500-519).
In 1960 kreeg lijn 1 richting de Oude Molenweg een zijtak naar het zuidelijker eindpunt bij de Archimedesstraat. Zo ontstond er een korte lijn tussen Hengstdal en de Oude Molenweg en een lange lijn tussen Julianaoord en de Archimedesstraat. Beide routes werden geëxploiteerd als lijn 1.

## Opheffing
In 1965 gaf de gemeente Nijmegen de Duitse verkeerskundige Friedrich Lehner de opdracht een nieuw lijnennet te ontwikkelen voor de stad. Lehner, die bekendstond als tegenstander van trolleybussen, wilde trolleylijn 4 zo snel mogelijk opheffen en trolleylijn 1 zo lang mogelijk door laten rijden, omdat de economische levensduur van de zes nieuwste trolleys nog niet bereikt was. Na enkele versoberingen van de dienstregeling en het inkorten van beide lijnen, reed lijn 4 op 8 april 1968 voor het laatst.
Mede vanwege de kritiek van Lehner op de trolleybus, besloot de Nijmeegse gemeenteraad ten slotte om de trolleybus eerder dan gepland op te heffen. Op 29 maart 1969 reden de trolleybussen op lijn 1 voor het laatst.

## Trolleynet Nijmegen
- Lijn 1: Oude Molenweg / Archimedesstraat – Station – Centrum – Hengstdal – Julianaoord
- Lijn 4: De Goffert – Station – Centrum – Mariënboom